# Stephen Spender
Stephen Harold Spender (Kensington, 28 de febrero de 1909-Londres, 16 de julio de 1995), fue un poeta británico.
Hijo del escritor y periodista liberal Harold Spender, tuvo tres hermanos: el científico y explorador Michael, el fotógrafo Humphrey y Christine. 
Estudió en la Escuela Gresham y más tarde en la Universidad de Oxford. En 1930 marchó a Alemania, donde inició sus trabajos poéticos, expresando en sus composiciones los temas de la injusticia social y la lucha de clases. Conoció de cerca el surgimiento de la Alemania nazi y se manifestó como socialista, advirtiendo de la creciente amenaza del fascismo en toda Europa.
En 1936 se unió al Partido Comunista de Gran Bretaña y al año siguiente se alistó en el Batallón Británico que conformó las Brigadas Internacionales que combatieron en defensa de la Segunda República Española durante la guerra civil de 1936 a 1938. Acudió a España en compañía del futuro escritor T. C. Worsley y escribió artículos para el Daily Worker, órgano de prensa de los comunistas británicos.
Al regreso a su país se alistó para el servicio de bomberos de Londres, donde tuvo parte activa durante la Segunda Guerra Mundial. Mantuvo firmemente sus convicciones socialistas pero fue muy crítico con el comunismo tras la firma del Pacto Ribbentrop-Mólotov, al punto de abandonar su militancia en el partido comunista británico.
Junto con Cyril Connolly y Peter Watson, fundó la revista Horizon y más tarde Encounter. Enseñó en diversas instituciones estadounidenses y ocupó la cátedra Elliston Chair de la Universidad de Cincinnati en 1953. En 1970 fue nombrado profesor de inglés del University College de Londres, muriendo en la capital británica en 1995.

## Obra poética
- Twenty Poems (1930)
- Vienna (1934)
- Poems of Dedication (1936)
- The Still Centre (1939)
- Collected Poems, 1928-1953 (1955)
- The Generous Days (1971)
- Selected Poems (1974)
- Collected Poems 1928-1985 (1986)
- New Collected Poems, publicado póstumamente. Edición bilingüe inglés-español: Ausencia presente y otros poemas, Lumen, Barcelona, 2007.